# Punctoterebra tiurensis
Punctoterebra tiurensis é uma espécie de gastrópode do gênero Punctoterebra, pertencente à família Terebridae.